# 명탐정 코난: 전율의 악보
《명탐정 코난: 전율의 악보》(일본어: 名探偵コナン 戦慄の楽譜)은 명탐정 코난의 극장판 12번째 작품으로, 2008년 4월 19일 개봉되었다. 한국에서는 2019년 2월 14일에 개봉했다.

## 줄거리
음악가만을 노리는 연속살인사건이 발생한다. 살해당한 사람은 모두, 고명한 전 피아니스트가 인솔한 음악 아카데미의 출신자였다. 그가 만든 음악 홀의 개장을 축하하는 첫 콘서트에 초청된 코난 일행들. 콘서트의 중심은 바하가 쳤다고 전해지는 파이프 오르간과 세계적으로 유명한 바이올린 '스트라디바리우스'의 음색, 그리고 절대음감을 가진 천재가수의 노랫소리였다. 하지만 콘서트 본방을 향해 여러 가지 수상한 사건이 일어나기 시작하고... 그리고 본 공연 당일이 되어 코난 일행이 방문한 콘서트 회장이 갑자기 대폭발, 온통 화염의 바다에 휩싸이는데...과연 코난의 운명은?

## 등장인물

### 메인 캐릭터
- 에도가와 코난 (코난) : 타카야마 미나미(高山みなみ)
- 쿠도 신이치 (남도일) : 야마구치 캇페이(山口勝平)
- 모리 란 (유미란) : 야마자키 와카나(山崎和佳奈)
- 모리 코고로 (유명한) : 카미야 아키라(神谷 明)
- 하이바라 아이 (홍장미) : 하야시바라 메구미(林原めぐみ)

### 주조연 캐릭터
- 아가사 히로시 (브라운 박사) : 오가타 켄이치(緒方賢一)
- 타카기 와타루 (신형선 형사) : 타카기 와타루(高木 渉)
- 메구레 쥬죠 (골롬보 반장) : 챠후린(茶風林)
- 시라토리 닌자부로 (백동훈 형사) : 이노우에 카즈히코(井上和彦)
- 사토 미와코 (오지인 형사) : 유야 아츠코(湯屋敦子)
- 치바 형사 (이명수 형사) : 치바 잇신(千葉一伸)
- 스즈키 소노코 (정보라) : 마츠이 나오코(松井菜桜子)
- 요시다 아유미 (한아름) : 이와이 유키코(岩居由希子)
- 츠부라야 미츠히코 (박세모) : 오오타니 이쿠에(大谷育江)
- 코지마 켄타 (고뭉치) : 타카기 와타루(高木 渉)

### 오리지널 캐릭터
- 아키바 레이코 : 쿠와시마 호우코 노래 : 아키이케 유우
- 치구사 라라 : 미즈타니 유코 노래 : 키무라 사토코
- 도모토 카즈키 : 타나카 노부오
- 야마네 시온 : 킨게츠 마미
- 도모토 겐야 : 메구로 코우스케
- 후와 타쿠미 : 요다 에이스케
- 한스 뮐러 : 프랜시스 폴
- 조종사 : 후루사와 토오루
- 방송 목소리 : 도도 아사코
- 아나운서 : 니시오 유카리
- 게임 소년 : 야마사토 료타
- 여성 스태프 : 사카시타 치리코

## 특징
- 본작은 "음악"에 관한 내용으로 제작되었으며, 작중에서는 어메이징 그레이스 같은 유명한 곡이 연주되고 있다.
- 《수평선상의 음모》편처럼 신이치 (남도일)와 란 (유미란)의 과거 에피소드도 그려져 있으며, 이번 작품에서는 신이치 (남도일)과 란 (유미란)의 중학생 시절에 대해 그려져 있다.
- 극중에서는 친구를 믿는 마음에 대해 언급하고, 평상시는 코난이 혼자 움직이는 것을 반발하고 있던 소년 탐정단 (어린이 탐정단)도 이번 작품에서는 코난 혼자 활동하는 것을 믿게되고 있다.
- 반면, 이야기의 진행상 어쩔 수 없다고 하지만, 그냥 차임에도 불구하고 남의 차를 함부로 마시려고 하는 겐타 (고뭉치)의 모습이 그려져 있다.
- 일본의 TV에서는 《칠흑의 추적자》의 개봉 전날 2009년 4월 17일 금요 로드쇼에서 방영되었다. 『명탐정 코난』의 극장판 시리즈를 금요 로드쇼에서 방영하는 것은 《미궁의 십자로》에 이어 2 번째이었지만 애니메이션 방송 시간대 변경에 따라 본작 이후의 극장판 작품은 금요일 로드쇼에서 방송되는 것이 되었다.
- 이 작품에 등장하는 인물의 이름은 전체 이름 중 첫 글자가 하나의 음계로 되어 있다.
- 본편의 DVD는 스페셜 에디션 버전을 포함하여 2008년 11월 19일 발매되었다.
- 이 극장판과 연계되는 OVA편인 《 극장판 제 12기 OVA : 쿠도 신이치, 수수께끼의 벽과 흑러브 사건》편과 《 여고생 탐정 스즈키 소노코의 사건부》 OVA 두 편이 공개되었다. 그 중 《 극장판 제 12기 OVA : 쿠도 신이치, 수수께끼의 벽과 흑러브 사건》편의 경우 이 극장판에서 나오는 신이치 (남도일)와 란 (유미란)의 중학생 시절 에피소드가 자세하게 나왔으며 OVA편과 이 극장판에서 동일하게 아키바 레이코 선생이 하천변에서 어메이징 그레이스 곡을 부르면서 신이치 (남도일)와 란 (유미란)의 서로 간의 다툼으로 인해 화해하는 에피소드가 담겨있다.

## 주제가 (OST)
날개를 펼쳐서 〈翼を広げて〉
- 노래 : ZARD
- 작사 : 사카이 이즈미(坂井泉水)
- 작곡 : 오다 테츠로우 (織田哲郎)
- 편곡 : 아카시 마사오 (明石昌夫)

## 제작 관계자

### 주요 제작진
- 원작 : 아오야마 고쇼(青山剛昌)
- 각본 : 코우치 카즈나리 (古内一成)
- 음악 : 오노 카츠오(大野克夫)
- 스토리 에디터 : 이이오카 쥰이치 (飯岡順一)
- 캐릭터 디자인 / 작화총감독 : 스도 마사모토 (須藤昌朋)
- 디자인 작업 / 작화감독 : 야마나카 쥰코 (山中純子)
- 음향 제작 : AUDIO PLANNING U
- 음향감독 : 이자와 모토리 (井澤 基)
- 협력 : 야마하 뮤직 미디어
- 애니메이션 제작 : 도쿄 무비
- 애니메이션 제작 협력 : GK 엔터테인먼트, BIG BANG, XEBEC M2
- 기획 : 스와 미치히코 (諏訪道彦)
- 프로듀서 : 스와 미치히코 (諏訪道彦) / 요시오카 마사히토 (吉岡昌仁)
- 감독 / 연출 / 콘티 : 야마모토 야스이치로 (山本泰一郎)

### 제작 위원회
- 소학관
- 요미우리테레비
- 니혼테레비
- 소학관 프로덕션
- 토호 주식회사
- 톰스 엔터테인먼트

## 같이 보기
- 명탐정 코난의 영화 목록